# امور مالی غیرمتمرکز
امور مالی غیر متمرکز با نام اختصاری دیفای(به انگلیسی DeFi یا Decentralized finance) زیست‌بوم‌های مالی جدید بر پایه فناوری زنجیره بلوکی هست که هدف اصلی آن ارائه آسانتر خدمات متنوع مالی نظیر رمزارز‌ها به مردم به صورت غیر متمرکز و بدون واسطه‌هایی مثل بانک‌ها و موسسات مالی است. بیشتر این زیست‌بوم‌ها در بستر اتریوم فعال هستند.
به‌طور دقیق‌تر، عبارت مالی غیر متمرکز ممکن است به جنبشی اطلاق شود که هدفش ایجاد یک زیست‌بوم خدمات مالی متن باز، بدون نیاز به مجوز و شفاف است. همچنین در دسترس همه قرار دارد و بدون هیچ مرجع نظارتی فعالیت می‌کند. به این ترتیب، کاربران کنترل کامل بر دارایی‌های خود دارند و از طریق برنامه‌های کاربردی غیر متمرکز(DApps) نظیر به نظیر با این زیست‌بوم ارتباط برقرار می‌کنند.

## اخبار
در ژوئیه سال ۲۰۲۰، واشنگتن پست مقدماتی را در مورد امور مالی غیرمتمرکز انجام داد که شامل جزئیات مربوط به کشاورزی و بازده سرمایه‌گذاری و خطرات موجود بود. در سپتامبر ۲۰۲۰، بلومبرگ گفت که امور مالی غیر متمرکز از نظر تغییرات قیمت، دو سوم بازار ارزهای رمزنگاری شده را تشکیل می‌دهد و سطح وثیقه غیرمتمرکز به ۹ میلیارد دلار رسیده است.

## نحوه عملکرد دیفای
ویژگی اصلی دیفای دسترسی آسان به خدمات مالی است، به ویژه برای کسانی که به سیستم فعلی دسترسی ندارند. یکی دیگر از مزایای دیفای چارچوب لایه‌ای آن است. برنامه‌های کاربردی دیفای با قابلیت همکاری و تعامل در بلاک چین‌های عمومی، بازارها، محصولات و خدمات مالی کاملاً جدیدی به‌وجود می‌آورند.
تقریباً تمام برنامه‌های دیفای در بلاک چین آتریوم ساخته شده‌اند. البته بلاک چین‌هایی مانند اییاس، تزوس، ترون، کاردانو، نئو و چند بلاک چین دیگر نیز برنامه‌های مالی غیر متمرکز را میزبانی می‌کنند. به‌جای اینکه معاملات در صرافی متمرکز رمزارزها انجام شود، معاملات مستقیماً بین شرکت کنندگان انجام می‌شود، واسطه آن برنامه‌های قرارداد هوشمند است.

## چالش‌های دیفای
هرچند که دیفای به عنوان پیشرفتی بزرگ در حوزه امور مالی غیرمتمرکز، شناخته می‌شود، اما مانند هر فناوری دیگری، با چالش‌ها و ریسک‌های خاص خود روبه‌رو است:
- به‌روزرسانی امنیتی: یکی از چالش‌های اساسی در دیفای، حفظ امنیت سیستم‌ها است. همانطور که فناوری روز‌به‌روز با سرعت بیشتری رشد می‌کند، راه‌های جدیدی هم برای حملات و تهدیدات امنیتی به وجود می‌آید. پس برای حفظ امنیت، توسعه‌دهندگان باید به‌روزرسانی‌های مداومی را برای خدمات دیفای خود در نظر بگیرند و تلاش کنند تا بهترین روش‌های امنیتی را برای حمایت از دارایی‌ها و تراکنش‌های کاربران ارائه دهند.[۹][۱۰]

- ریسک‌ها و خطرات هک و اسکم: همچنین، دیفای با ریسک‌های مربوط به هک و اسکم نیز مواجه است. با توجه به اینکه دیفای از قراردادهای هوشمند برای انجام تراکنش‌ها استفاده می‌کند، وقوع خطاها و آسیب‌پذیری‌ها می‌تواند باعث مشکلات جدی برای کاربران، سازمان‌ها و سیستم‌ها شود. برای مقابله با این ریسک‌ها، باید از طراحی و توسعه قراردادهای هوشمند قوی و آزمون‌های دقیق و پیشرفته آن‌ها بهره گرفته شود.[۱۱]
- قوانین نظارتی: درحال‌حاضر، پروتکل‌های DeFi تقریباً بدون نظارت یا مقررات دولتی از سوی هیچ نهاد دولتی کار می‌کنند و دیفای با چالش‌های قانونی و مقرراتی هم همراه است. اغلب کشورها قوانین و مقرراتی را برای امور مالی و تراکنش‌های مالی وضع کرده‌اند که ممکن است با محیط دیفای در تضاد باشند. علاوه‌بر‌این، تنوع قوانین در سطح جهانی باعث می‌شود که توافق و تطبیق با آن‌ها مشکل باشد. برای حل این مسئله، نیاز به همکاری بین حکومت‌ها، سازمان‌های بین‌المللی و جوامع دیفای است.[۱۲]
- پایداری سیستم: دیفای به پایداری سیستمی قوی و پایدار نیاز دارد تا اعتماد کاربران را حفظ کند. در دیفای، قراردادهای هوشمند باید به‌طور صحیح و قابل اطمینان عمل کنند و سیستم به درستی برای مقیاس‌پذیری و زمان بندی تراکنش‌ها طراحی شود. همچنین، مقاومت در برابر حملات DDoS و عدم تناسب تراکنش‌ها نیز چالش‌های مربوط به پایداری سیستمی هستند.
- مسائل حریم خصوصی: در دیفای، حفظ حریم خصوصی کاربران نیز، چالشی مهم است. هرچند که تراکنش‌ها در دیفای به صورت عمومی در دسترس و قابل مشاهده هستند، اما برخی از کاربران ممکن است ترجیح دهند، حریم خصوصی خود را بیشتر از قبل حفظ کنند. برای مقابله با این چالش، لازم است تا ابزارها و پروتکل‌هایی برای رمزنگاری و حفظ حریم خصوصی کاربران و سازمان‌ها در دیفای به کار گرفته شوند.

## تأثیر دیفای بر آینده مالی دنیا
دیفای به عنوان یک بخش از اقتصاد دیجیتال ، می‌تواند تأثیرات عمیقی بر آینده مالی دنیا داشته باشد. با افزایش استفاده از دیفای ، ممکن است شاهد تغییرات اساسی در نحوه انجام تراکنش‌های مالی و تعاملات اقتصادی باشیم. برخی از این تأثیرات عبارتند از:
کاهش هزینه‌ها: با حذف واسطه‌ها ، هزینه‌های مربوط به تراکنش‌ها به شدت کاهش می‌یابد. این موضوع می‌تواند به نفع کاربران باشد و به آنها این امکان را بدهد که از خدمات مالی با هزینه‌های کمتر استفاده کنند.
افزایش دسترسی: دیفای می‌تواند به افرادی که به خدمات مالی سنتی دسترسی ندارند، این امکان را بدهد که از خدمات مالی بهره‌مند شوند. این موضوع می‌تواند به کاهش نابرابری‌های اقتصادی کمک کند.
نوآوری در خدمات مالی: دیفای به توسعه‌دهندگان این امکان را می‌دهد که خدمات مالی جدید و نوآورانه‌ای را ایجاد کنند. این نوآوری‌ها می‌توانند به بهبود تجربه کاربری و افزایش کارایی خدمات مالی منجر شوند.
ادغام با فناوری‌های نوین: دیفای می‌تواند با فناوری‌های نوینی مانند هوش مصنوعی ترکیب شود و به بهبود تحلیل داده‌ها و پیش‌بینی روندهای مالی کمک کند. این ادغام می‌تواند به ایجاد خدمات مالی هوشمندتر و کارآمدتر منجر شود.

## دیفای در حوزه‌های غیرمالی

### هوش مصنوعی و DEFI
هوش مصنوعی (AI) یکی دیگر از فناوری‌های نوین است که می‌تواند با دیفای ترکیب شود. به عنوان مثال، الگوریتم‌های هوش مصنوعی می‌توانند برای تحلیل داده‌های مالی و پیش‌بینی روندهای بازار استفاده شوند. این امر می‌تواند به سرمایه‌گذاران کمک کند تا تصمیمات بهتری در زمینه سرمایه‌گذاری‌های دیفای اتخاذ کنند. همچنین، هوش مصنوعی می‌تواند در بهبود امنیت پروتکل‌های دیفای و شناسایی تهدیدات امنیتی مؤثر باشد.

### قراردادهای هوشمند و کاربردهای غیرمالی
اسمارت قراردادها (Smart Contracts) یکی از اجزای کلیدی دیفای هستند که به برنامه‌نویسان این امکان را می‌دهند تا قراردادهای خود را به صورت خودکار و بدون نیاز به واسطه اجرا کنند. این قراردادها می‌توانند در حوزه‌های غیرمالی نیز کاربرد داشته باشند. به عنوان مثال، در صنعت بیمه، اسمارت قراردادها می‌توانند به طور خودکار خسارت‌ها را پردازش کنند و پرداخت‌ها را انجام دهند. این امر می‌تواند به کاهش زمان و هزینه‌های مربوط به پردازش خسارت‌ها کمک کند.

### دیفای در حوزه‌های اجتماعی
دیفای همچنین می‌تواند در حوزه‌های اجتماعی نیز کاربرد داشته باشد. به عنوان مثال، با استفاده از پروتکل‌های دیفای، سازمان‌های غیرانتفاعی می‌توانند به راحتی تأمین مالی پروژه‌های خود را انجام دهند و از شفافیت بیشتری در فرآیندهای مالی خود برخوردار شوند. این امر می‌تواند به افزایش اعتماد عمومی و جذب کمک‌های مالی بیشتر کمک کند. 

### دیفای ( DEFI ) و محیط زیست
یکی از حوزه‌های نوظهور که دیفای می‌تواند در آن تأثیرگذار باشد، مسائل زیست‌محیطی است. با استفاده از فناوری بلاک‌چین و پروتکل‌های دیفای، می‌توان پروژه‌های مربوط به حفاظت از محیط زیست و توسعه پایدار را تأمین مالی کرد. به عنوان مثال، پروژه‌های کربن‌زدایی می‌توانند از دیفای برای جذب سرمایه و تأمین مالی استفاده کنند. این امر می‌تواند به ایجاد انگیزه‌های مالی برای شرکت‌ها و سازمان‌ها جهت کاهش اثرات منفی زیست‌محیطی کمک کند.